# Camélia Sahnoune
Camélia Sahnoune (sinh ngày 5 tháng 4 năm 1986) là một vận động viên nhảy xa ba bước người người Algérie.
Cô về đích thứ tư tại Giải vô địch châu Phi năm 2008.
Thành tích tốt nhất là 13.92 mét, đạt được vào tháng 5 năm 2008 ở Algiers.